# José Gerschman
José Gerschman (San Salvador, Entre Ríos, 11 de octubre de 1916-1998) fue un jugador de ajedrez argentino.

## Resultados destacados en competición
Jugó en cuatro ocasiones en el Campeonato de Argentina de ajedrez. En el año 1937 acabó en 15.ª posición, ganó Jacobo Bolbochán, en 1938 acabó en 19.ª, ganó Roberto Grau, en 1939 acabó empatado del segundo al cuarto, ganó Juan Traian Iliesco, en 1940 acabó en 13.ª, ganó Carlos Guimard.